# Стальововолски окръг
Стальововолски окръг (на полски: Powiat stalowowolski) е окръг в Югоизточна Полша, Подкарпатско войводство. Заема площ от 831,74 км2.
Административен център е град Стальова Воля.

## География
Окръгът се намира в историческия регион Малополша. Разположен е в Северозападната част на войводството.

## Население
Населението на окръга възлиза на 109 502 души (2012 г.). Гъстотата е 132 души/км2.

## Административно деление
Административно окръгът е разделен на 6 общини.
Градска община:
- Стальова Воля

Градско-селска община:
- Община Закликов

Селски общини:
- Община Боянов
- Община Залешани
- Община Пишница
- Община Радомишъл над Сан

## Фотогалерия
- Стальова Воля
- Закликов